# 수크로스
수크로스(영어: sucrose), 자당(蔗糖), 또는 설탕(雪糖)은 1분자의 프럭토스(과당)과 1분자의 글루코스(포도당)가 글리코사이드 결합으로 연결된 이당류이며, 화학식은 C12H22O11이다. 수크로스는 식물에서 자연적으로 생산되며, 식물에서 추출한 수크로스를 정제해서, 일상에서 소비하는 설탕을 만든다.
인간의 소비를 위해, 사탕수수 또는 사탕무로부터 수크로스를 추출하여 정제한다. 제당소는 사탕수수를 재배, 수확하는 곳에 위치하는데, 제당소에서 생산한 원료당을 정제당을 만드는 곳으로 수출하기 좋은 지역에 위치한다. 일부 제당소에서는 원료당을 정제당으로 가공하기도 한다. 사탕무를 사용하는 제당소는 사탕무가 재배되는 좀 더 차가운 기후대에 위치하고 있으며, 사탕무를 정제당으로 직접적으로 가공한다. 설탕 정제 공정은 원료당 결정을 설탕 시럽으로 녹이기 전에 세척하여 여과한 다음 잔여 색을 제거하기 위해 탄소 위로 통과시킨다. 그런 다음 순수한 설탕 시럽을 진공 상태 하에서 가열해서 농축시키고, 순수한 수크로스의 결정을 생성하는 최종 정제 공정으로 결정화시킨다. 생성된 결정체는 투명하고, 무취이며, 단맛이 난다. 결정이 덩어리로 존재하면 흰색으로 보인다.
설탕은 식품 생산 및 음식을 조리할 때 종종 첨가되는 성분이다. 2013년 전세계에서 약 1억 7천 5백만 톤의 설탕이 생산되었다.

## 어원
"수크로스(sucrose)"라는 단어는 1857년 영국의 화학자 윌리엄 앨런 밀러(William Allen Miller)에 의해 처음으로 사용되었으며, 밀러는 프랑스어 단어 "sucre" (sugar를 의미함)와 당을 의미하는 일반적인 화학 접미사인 "-ose"를 결합해서 단어를 만들었다. 수크로스의 약어는 "Suc"이다.
사카로스는 일반적으로 당류, 특히 수크로스에 대한 옛날식 이름이다. "사카로스(saccharose)"라는 단어는 1860년 프랑스의 화학자 피에르 베르텔로(Pierre Berthelot)가 만들었다.

## 물리적, 화학적 특성

### α-D-글루코피라노실-(1↔2)-β-D-프럭토푸라노사이드
수크로스에서 글루코스의 1번 탄소(C-1)와 프럭토스의 2번 탄소(C-2) 사이에 에테르 결합을 통해 글루코스와 프럭토스가 결합된다. 이 결합은 글리코사이드 결합이라고 부른다. 포도당은 주로 두 가지 이성질체인 α-피라노스와 β-피라노스로 존재하지만, 이들 형태 중 하나만 프럭토스와 결합한다. 프럭토스 자체는 푸라노스의 혼합물로 존재하며, 각각은 α-이성질체와 β-이성질체를 가지지만, 이들 중 하나의 이성질체만이 글루코스와 결합한다. 대부분의 이당류와는 달리, 수크로스에 관하여 주목할만한 점은 글루코스와 프럭토스의 환원 말단 사이에서 글리코사이드 결합이 형성된다는 점이다. 다른 이당류들은 대부분 특정 단당류의 환원 말단과 다른 단당류의 비환원 말단 사이에 글리코사이드 결합을 형성한다. 이러한 수크로스의 글리코사이드 결합으로 인해 수크로스는 다른 단당류와 결합하지 않는다. 수크로스는 아노머 탄소에 하이드록시기를 포함하고 있지 않기 때문에 비환원당으로 분류된다.
수크로스는 단사정계 공간군 P21에서 결정화되고, 실온에서 격자 매개변수는 a=1.08631 nm, b=0.87044 nm, c=0.77624 nm, β=102.938°이다.
수크로스의 순도는 설탕 용액에 의한 평면 편광 회전을 통해 편광분석법으로 측정된다. 노란색 "나트륨-D" 빛(589 nm)을 사용한 20 °C 에서의 특정 회전은 +66.47°이다. 설탕의 상업적 샘플은 이러한 매개 변수를 사용하여 분석된다. 수크로스는 주변 조건에서 품질이 저하되지 않는다.

### 열 분해 및 산화적 분해
| 온도 (°C) | 용해도 (g/dL) |
| --------- | ------------- |
| 50        | 259           |
| 55        | 273           |
| 60        | 289           |
| 65        | 306           |
| 70        | 325           |
| 75        | 346           |
| 80        | 369           |
| 85        | 394           |
| 90        | 420           |

수크로스는 고온에서 녹지 않는다. 대신에 186 °C에서 분해되어 캐러멜을 형성한다. 다른 탄수화물들과 마찬가지로 수크로스는 이산화 탄소와 물로 연소된다. 수크로스를 산화제인 질산 칼륨과 혼합하면 아마추어 로켓 모터를 추진하는데 사용되는 로켓캔디로 알려진 연료가 생성된다.
C12H22O11 + 6 KNO3 → 9 CO + 3 N2 + 11 H2O + 3 K2CO3
이 반응식은 다소 단순화시킨 것이다. 일부 탄소는 완전히 산화되어 이산화 탄소가 되고, 수성가스 전환 반응(water-gas shift reaction)과 같은 다른 반응들도 일어난다. 보다 정확한 이론적인 화학 반응식은 다음과 같다.
C12H22O11 + 6.288 KNO3 → 3.796 CO2 + 5.205 CO + 7.794 H2O + 3.065 H2 + 3.143 N2 + 2.998 K2CO3 + 0.274 KOH
염산과 염소산 칼륨의 반응에 의해 형성된 염소산과 수크로스를 반응시킨 화학 반응식은 다음과 같다.
8 HClO3 + C12H22O11 → 11 H2O + 12 CO2 + 8 HCl
다음의 화학 반응식에서 확인할 수 있듯이 수크로스는 황산으로 탈수하여 검은색의 탄소가 풍부한 고체를 형성할 수 있다.
H2SO4(촉매) + C12H22O11 → 12 C + 11 H2O + 열 (열로 인한 일부 H2O + SO3).
수크로스의 분해는 2단계 반응으로 나타낼 수 있는데, 단순화된 반응은 수크로스를 단순한 탄소와 물로 탈수한 다음, 공기 중 산소(O2)와 반응시켜 탄소(C)를 이산화 탄소(CO2)로 산화시킨다.
C12H22O11 + 열 → 12 C + 11 H2O
12 C + 12 O2 → 12 CO2

### 가수분해
가수분해는 글리코사이드 결합을 분해하여 수크로스를 글루코스와 프럭토스로 전환시킨다. 그런데 가수분해는 너무 느려서 수크로스 용액이 거의 변화 없이 수년 동안 존재할 수 있다. 그러나 수크레이스가 첨가되면, 반응은 빠르게 일어난다. 또한 가수분해는 약산인 타르타르산수소칼륨 또는 레몬 주스와 같은 산에 의해 반응이 빨라질 수 있다. 마찬가지로 위액의 산성도는 소화 중에 수크로스를 글루코스와 프럭토스로 전환시킨다.
수크로스의 경우 1349.6 kcal/mol, 글루코스의 경우 673.0 kcal/mol, 프럭토스의 경우 675.6 kcal/mol의 연소열을 가지며, 가수분해는 수크로스 1몰 당 약 1.0 kcal (4.2 kJ) 을 방출한다.

### 수크로스의 합성 및 생합성
수크로스의 생합성은 수크로스 6-인산 생성효소에 의해 촉매되며, 전구물질인 UDP-글루코스와 프럭토스 6-인산의 반응을 통해 일어난다. 반응에 필요한 에너지는 유리딘 이인산(UDP)의 분해에 의해 얻어진다. 수크로스는 식물과 남세균에 의해 생성되지만, 다른 생물들에 의해 생성되지는 않는다. 수크로스는 단당류인 프럭토스와 함께 많은 식물성 식품에서 자연적으로 발견된다. 파인애플과 살구와 같은 많은 과일에서 수크로스는 주된 당이다. 포도와 배와 같은 과일들에서는 프럭토스가 주된 당이다.

#### 화학 합성

수크로스 분자의 모델

수크로스는 거의 천연 자원으로부터 분리해 왔지만, 1953년에 레이먼드 르뮤(Raymond Lemieux)가 최초로 수크로스를 화학 합성하였다.

## 원천
자연에서 수크로스는 많은 식물들, 특히 뿌리, 열매, 꿀에 존재하며, 수크로스는 주로 광합성에서 에너지를 저장하는 수단으로 사용되기 때문이다. 많은 포유류, 조류, 곤충, 세균들은 식물에서 수크로스를 섭취하며, 일부 생물에서는 수크로스가 주식이다. 인간의 소비 관점에서 꿀벌은 특히 중요한데, 꿀벌은 수크로스를 모아서 중요 식품인 꿀을 생산하기 때문이다. 꿀 속에 함유된 탄수화물은 주로 프럭토스와 글루코스이며, 수크로스는 미량만 포함되어 있다.
열매가 익어가면서 수크로스의 함유량은 일반적으로 급격하게 증가하지만 일부 열매에서는 수크로스를 거의 함유하지 않는다. 수크로스를 거의 함유하고 있지 않은 열매에는 포도, 체리, 블루베리, 블랙베리, 무화과, 석류, 토마토, 아보카도, 레몬, 라임 등이 있다.
수크로스는 자연적으로 생성되는 당이지만, 산업화가 진행됨에 따라 정제되는 수크로스의 양이 증가되고, 모든 종류의 가공 식품들을 통해 수크로스의 소비가 증가되어 왔다.

## 생산

### 수크로스 정제의 역사

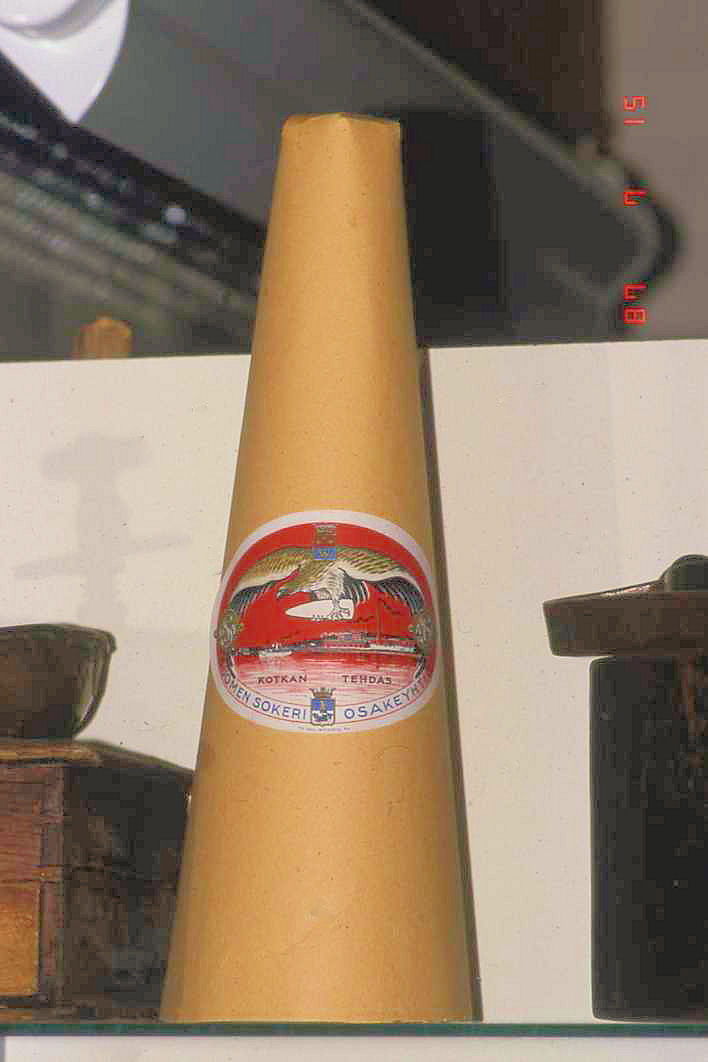
설탕봉은 17세기에서 19세기까지 설탕에 대한 전통적인 형태였다. 설탕봉에서 설탕 조각을 떼어내기 위해 슈거 닙스(sugar nips)와같은 도구가 필요했다.

설탕(수크로스)의 생산에는 오랜 역사가 있다. 일부 학자들은 인도인들이 서기 350년경 굽타 제국에서 설탕을 결정화하는 방법을 발견했다고 주장한다.
다른 학자들은 사탕수수에 대한 지식이 인도로부터 유래되었다는 사실과 함께 사탕수수에 대한 가장 오래된 역사적 언급이 포함되어 있는 기원전 8세기의 중국 고대 문헌을 지적한다. 또한 기원전 500년경에 인도인들은 설탕 시럽을 만들고, 이를 넓은 그릇에 부어 냉각시켜 보관과 운반이 용이한 원료당 결정을 만들기 시작했다. 이렇게 만들어진 설탕 결정은 현지 인도어로 "칸다(खण्ड, khanda)"로 불렸으며, 영어 "캔디(candy)"의 어원이다.
알렉산더 대왕의 군대는 인더스강 유역에서 더 동쪽으로의 진군을 멈추었다. 알렉산더 대왕의 병사들은 인도인들이 사탕수수를 재배하고, 인도어로 "साखर (sākhar)", 그리스어로 "ζακχαρον (sakcharon)", 현대 그리스어로 "ζάχαρη (zachari)"로 불리는 소금같이 생긴 단맛이 나는 분말을 만드는 것을 보았다. 알렉산더 대왕의 병사들은 고향으로 돌아가는 길에 이 "꿀을 품은 갈대"를 가지고 돌아갔다. 사탕수수는 천년이 넘는 시간 동안 제한된 작물로 남아있었다. 설탕은 희소 가치가 있는 상품이었고, 설탕 무역상들은 부자가 되었다. 재정적 힘이 막강했던 이탈리아의 베네치아는 유럽 최고의 설탕 유통 중심지였다. 아랍인들은 시칠리아와 스페인에서 설탕을 생산하기 시작했다. 십자군 전쟁 이후에 설탕은 유럽에서 감미료로 꿀과 경쟁하기 시작했다. 스페인인들은 1506년에 서인도 제도에서(쿠바에서는 1523년) 사탕수수를 재배하기 시작했다. 포르투갈인들은 1532년에 브라질에서 사탕수수를 재배하기 시작했다.
설탕은 18세기까지 세계의 많은 곳에서 사치품으로서의 지위를 유지했다. 부자들만이 설탕을 가질 수 있었다. 18세기에 유럽에서 설탕에 대한 수요가 급증했고, 19세기에 이르러서 설탕은 인간의 필수품으로 간주되었다. 설탕의 사용은 차에서부터 케이크, 과자, 초콜릿에 이르기까지 점차 확대되었다. 설탕 공급업자들은 단단한 원뿔 모양 포장통과 같은 새로운 형태의 포장으로 설탕을 판매하여, 소비자들은 플라이어처럼 생긴 도구인 슈거 닙스(sugar nips)을 사용하여 설탕 덩어리에서 조각을 뜯어내야 했다.
더 저렴한 설탕에 대한 요구는 부분적으로 노동 집약적인 사탕수수 플랜테이션과 설탕 제조가 용이한 열대 국가들과 섬들의 식민지화를 야기했다. 덥고 습한 기후에서 사탕수수 작물을 재배하고, 고온의 제당소에서 설탕을 생산하는 일은 가혹하고, 비인간적인 작업이었다. 이러한 설탕 생산 작업에 대한 값싸고, 고분고분한 노동력에 대한 요구는 일차적으로 아프리카(특히 서아프리카)로부터의 노예무역을 유발시켰고, 남아시아(특히 인도)로부터의 계약된 노동력의 거래가 이루어지게 되었다. 수백만 명의 노예들과 수백만 명의 계약 노동자들이 카리브해, 인도양, 태평양의 섬들, 동아프리카, 남아메리카의 북동부, 동남아시아로 유입되었다. 지난 두 세기 동안, 이들 지역내에 많은 나라들의 민족 혼합은 설탕의 영향을 받은 것이다.
18세기 후반부터 설탕의 생산과정이 점점 기계화되어 갔다. 증기기관은 1768년 자메이카의 제당소에서 처음으로 동력을 공급했으며, 이 후에 증기는 열처리 과정에서 직접적인 가열을 대체했다. 이 시기에 유럽인들은 사탕수수 이외의 다른 작물들로부터 설탕 생산을 시도하기 시작했다. 안드레아스 마르그라프(Andreas Marggraf)는 사탕무의 뿌리에서 수크로스의 존재를 확인하였고, 그의 제자인 프란츠 카를 아샤르(Franz Karl Achard)는 프로이센의 슐레지엔에 사탕무 처리 공장을 건설했다. 사탕무 설탕 산업은 프랑스와 유럽 대륙이 카리브해의 설탕과 단절되었던 나폴레옹 전쟁 기간 동안 실제로 시작되었다. 2010년 전세계에서 생산된 설탕의 약 20%가 사탕무에서 생산되었다.
오늘날 하루에 약 1,500톤의 설탕을 생산하는 대형 사탕무 제당소는 24시간 생산가동을 위해 약 150명의 상주 인력이 필요하다.

### 현재의 경향

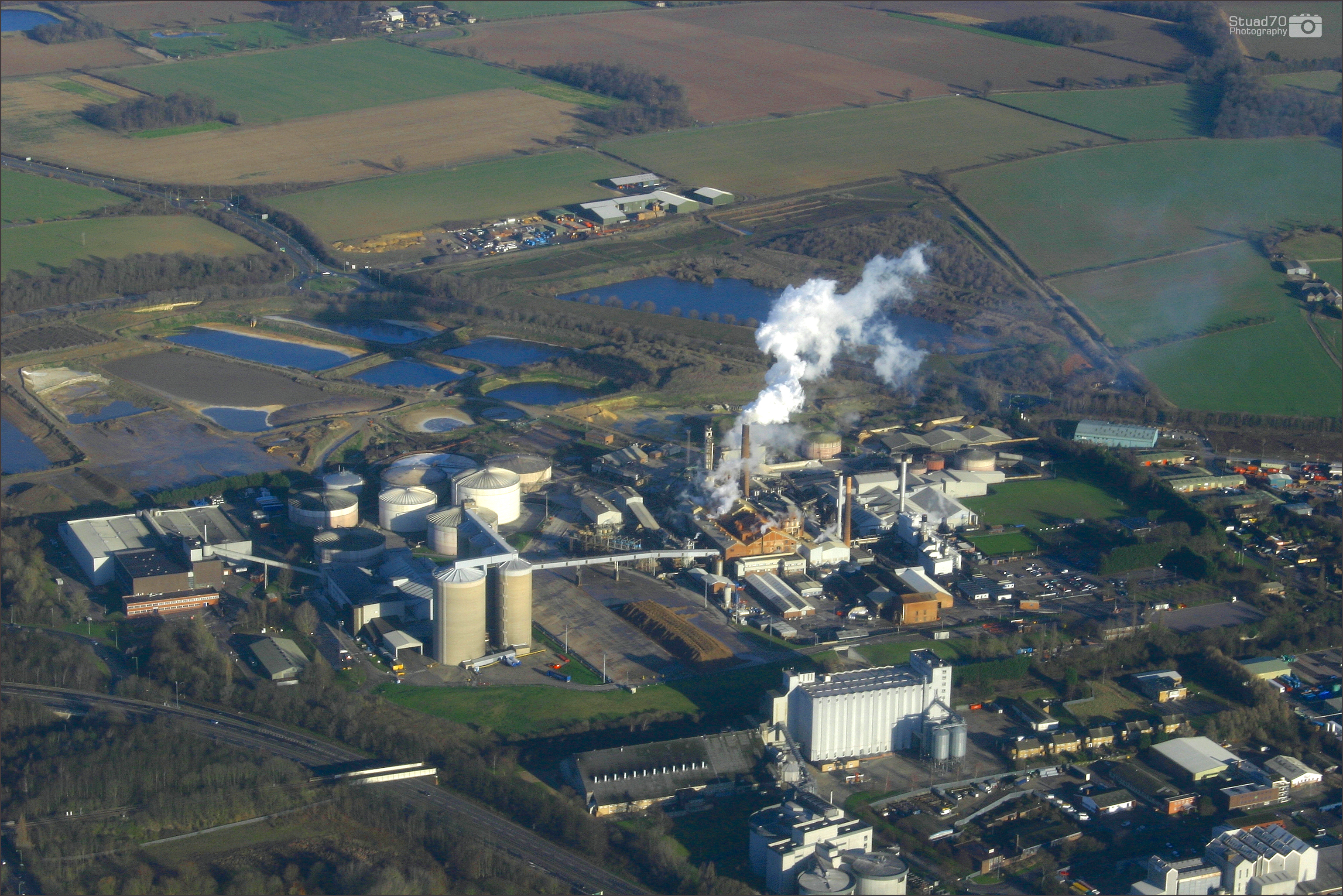
영국의 설탕 공장. 수확물을 설탕 시럽으로 변환하는 키가 큰 디퓨저는 중앙 왼쪽에 보인다. 보일러와 노가 중앙에 있으며, 여기서 설탕 결정이 형성된다. 왼쪽 하단에는 수송을 위한 고속도로가 보인다.

설탕(수크로스)는 식물로부터 유래한다. 2가지 중요한 설탕 작물은 사탕수수(Saccharum officinarum)와 사탕무(Beta vulgaris)이며, 이들 작물에서 설탕은 건조 중량의 12%~20%를 차지한다. 이밖에 마이너한 상업용 설탕 작물에는 대추야자(Phoenix dactylifera), 수수새(Sorghum vulgare), 설탕단풍나무(Acer saccharum)가 있다. 수크로스는 뜨거운 물로 이들 작물의 내용물을 추출함으로써 얻어지는데, 추출액을 농축하여 시럽을 만들고, 시럽으로부터 고체 수크로스를 결정화시킬 수 있다. 2013년에 전세계 설탕 생산량은 1억 7500만 톤에 달했다.
사탕수수는 서리를 견디지 못하기 때문에 대부분의 사탕수수는 따뜻한 기후를 가진 나라들에서 생산된다. 반면에 사탕무는 보다 서늘한 온대기후 지역에서만 자라며, 더운 열을 견디지 못한다. 수크로스의 약 80%는 사탕수수에서 유래하며, 나머지는 거의 사탕무에서 얻는다.
2010에는 브라질, 인도, 유럽 연합, 중국, 태국, 미국이 주요 설탕 생산국이었다. 2013년에 브라질은 약 4,000만톤의 설탕을 생산했으며, 인도는 2,500만톤, 유럽 연합의 27개국은 1,600만톤, 중국은 1,400만톤, 태국은 약 1,000만톤, 미국은 700만톤의 설탕을 생산했다. 설탕 생산에 대한 국가 순위는 매년 사탕수수의 수확량과 새로운 설탕 생산 공장들이 건설에 따라 변동된다.
지역별로 볼 때, 아시아는 2006년 세계 설탕 생산량의 40%를 차지한 인도, 중국, 태국 등의 국가들의 기여로 사탕수수 생산을 주도하고 있다. 남아메리카는 세계 설탕 생산량의 32%를 담당함으로써 2위를 차지했다. 아프리카는 8%, 오스트레일리아는 5%를 생산했다. 미국, 카리브해 국가들, 유럽은 나머지를 차지하며 각각 전세계 설탕 생산량의 3%정도를 차지한다.
사탕무 설탕은 유럽 북서부, 동유럽, 일본 북부, 미국의 일부 지역(캘리포니아 포함)과 같은 서늘한 기후대에서 생산된다. 북반구에서는 9월경에 수확이 시작됨에 따라 사탕무의 재배 기간이 끝난다. 사탕무의 수확 및 가공은 3월까지 계속되는 경우도 있다. 공장의 처리 용량과 날씨는 사탕무의 수확 및 가공 기간에 영향을 미친다. 산업체는 수확한 사탕무를 가공할 때까지 저장할 수 있지만, 서리에 손상된 사탕무는 효과적으로 가공할 수 없게 된다.
브라질은 세계 최대의 설탕 수출국으로 2013년에 2,900만톤을 수출하였다. 유럽 연합은 세계에서 두 번째로 큰 설탕 수출국이다. 유럽 연합의 공동농업정책은 공급과 수요, 가격을 맞추기 위해 회원들의 생산량을 최대 쿼터로 정한다. 유럽은 초과 생산 쿼터(2003년 약 500만톤)을 수출한다. 이들의 일부분인 "쿼터" 설탕은 산업세로부터 보조금을 받으며, 나머지(약 절반)은 보조금이 없는 시장 가격의 "C 쿼터" 설탕으로 판매된다. 이러한 보조금과 높은 수입 관세로 인해 다른 국가들은 EU 국가들에 수출하거나 세계 시장에서 유럽 국가들과 경쟁하기가 어렵다.
미국은 설탕 구매자들이 설탕에서 옥수수 시럽으로 구매를 바꾸거나(음료 제조업체), 해외로 나간(사탕 제조업체) 영향으로 자국의 설탕 생산자를 지원하기 위해 높은 설탕 가격을 책정하고 있다.
인도는 2013년에 2,600만톤의 설탕을 소비해서 세계에서 가장 많이 설탕을 소비했다. 유럽 연합의 27개국은 1,800만톤으로 2위, 중국은 1,600만톤으로 3위를 차지했다.
설탕의 낮은 가격은 전세계의 소비와 무역을 활발하게 할 것으로 예상되며, 수출은 5,900만톤으로 4% 증가할 것으로 예상된다.
밀과 옥수수로부터 생산된 글루코스 시럽의 낮은 가격은 전통적인 설탕 시장을 위협하고 있다. 음료 제조업체는 글루코스 시럽을 인공 감미료와 함께 사용해서 매우 저렴한 가격으로 제품을 생산한다.

#### 고과당 옥수수 시럽
미국에서는 설탕 수입에 대한 관세와 옥수수 생산을 위한 보조금이 있다. 고과당 옥수수 시럽(HFCS)은 감미료로써 정제된 수크로스보다 훨씬 저렴하다. 미국의 산업적 식품 생산 부문에서 고과당 옥수수 시럽과 기타 천연 감미료들이 수크로스를 부분적으로 대체해 나가고 있다.
일부 사람들은 고과당 옥수수 시럽이 건강에 해로운 것으로 간주한다. 그러나 임상 영양학자, 의료 당국 및 미국 식품의약국은 "수크로스, 고과당 옥수수 시럽, 전화당, 꿀, 많은 과일과 주스는 동일 조직에서 동일한 당을 동일한 대사 경로를 통해 처리된다."라며 그러한 우려를 일축했다. 과학 당국은 설탕이 특정 건강 문제와 관련된 엠프티 칼로리의 원천이라는 데에 동의하지만, 고과당 옥수수 시럽과 같은 글루코스-프럭토스 시럽이 특히 건강에 좋지 않다는 것은 과학적 증거의 의해 지지하지 않는다. 미국 식품의약국은 고과당 옥수수 시럽을 포함한 모든 첨가된 당류의 소비를 제한하도록 권고했다.

### 유형

#### 사탕수수

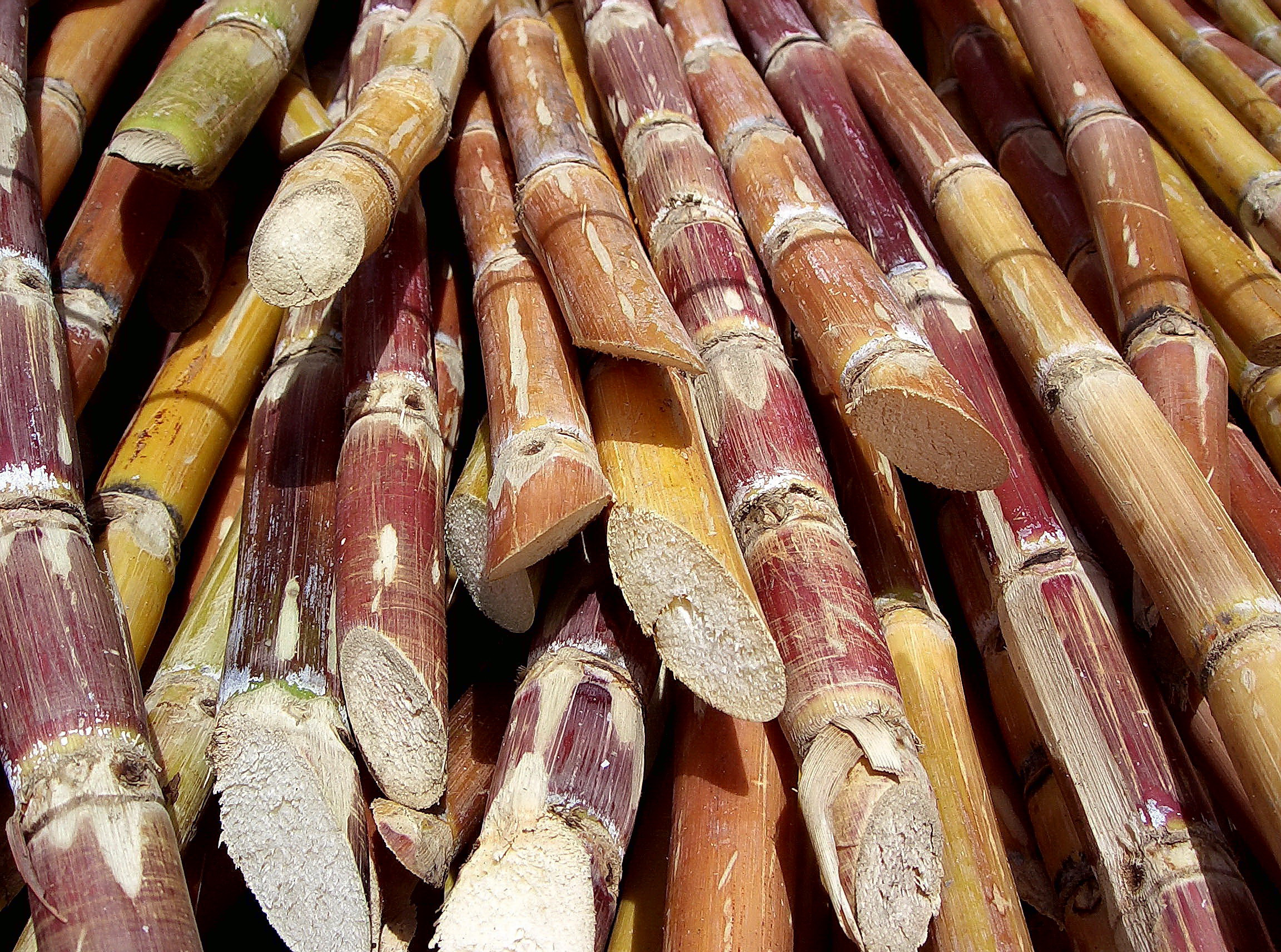
베네수엘라에서 수확한 사탕수수를 가공하기 위해 준비하고 있는 모습.

기원전 6세기부터, 사탕수수 생산자들은 수확한 사탕수수를 분쇄, 여과하여 여과액을 만들었다. 그런 다음 여과액을 종종 석회(산화 칼슘)로 처리하여 불순물을 제거한 다음, 중화시킨다. 여과액을 끓이는 것은 침전물을 바닥에 가라앉을 수 있게 해주며, 찌꺼기를 표면으로 올려 걷어낼 수 있게 해 준다. 냉각시 액체는 보통 휘젓는 과정을 통해 설탕 결정을 생성하게 된다. 원심분리기는 보통 결정화되지 않는 시럽을 제거한다. 생산자는 이렇게 만들어진 설탕 제품을 바로 판매하거나 밝은색을 내도록 더 가공할 수 있다. 이후의 추가적인 처리 과정은 다른 나라, 다른 공장에서 일어날 수 있다.
사탕수수는 브라질 농업의 주요 생산 작물이다. 브라질은 사탕수수의 세계 최대 생산국이며, 결정화된 설탕과 에탄올(에탄올 연료)과 같은 사탕수수의 파생상품의 세계 최대 생산국이기도 하다.

#### 사탕무

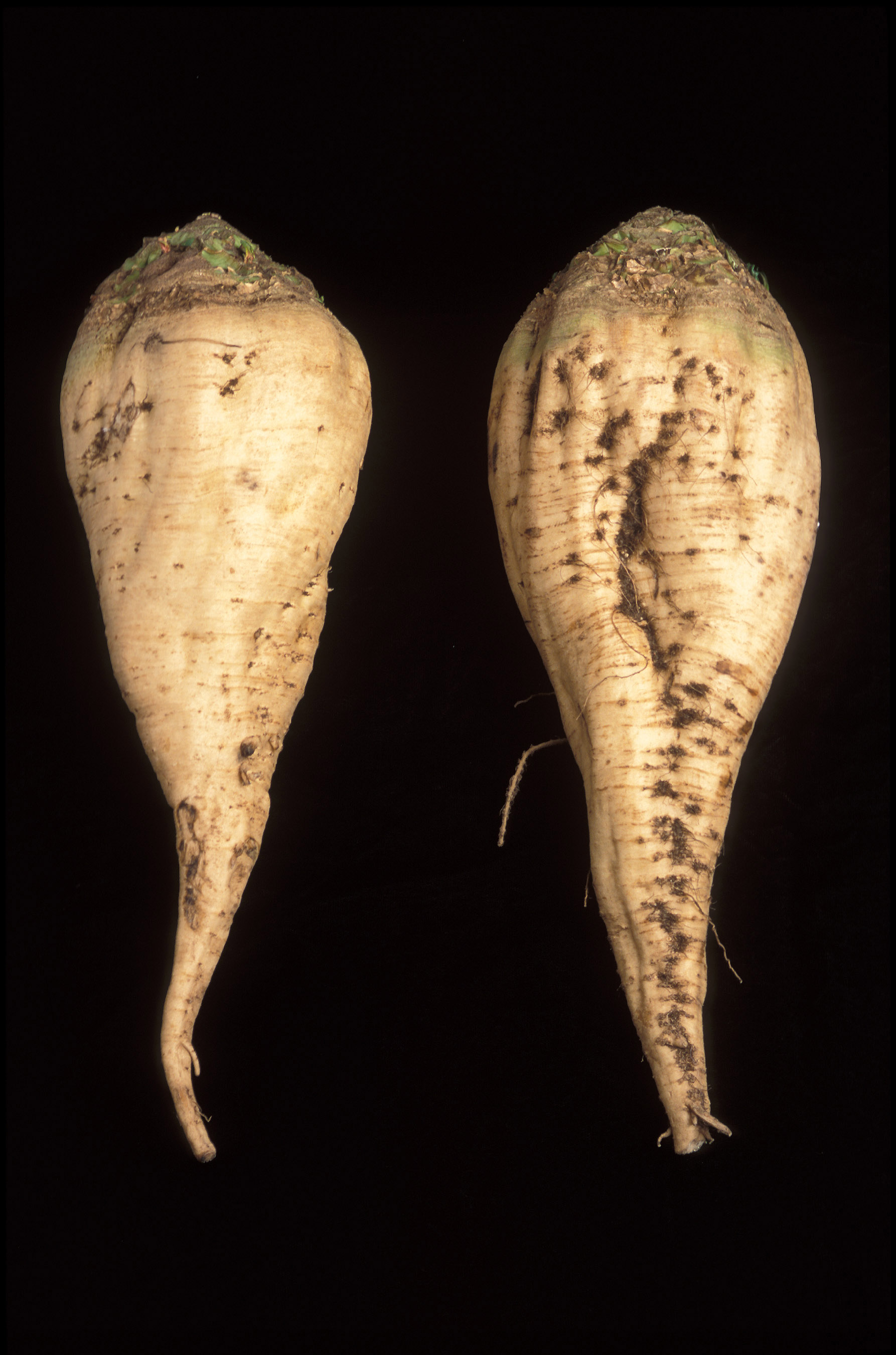
사탕무

사탕무 설탕의 생산자는 씻은 사탕무를 자른 다음, "디퓨저(diffuser)"에서 뜨거운 물로 설탕을 추출한다. 알칼리 용액(석회수와 석회로에서 나온 이산화 탄소)은 불순물을 침전시키는 역할을 한다. 여과시킨 후, 여과액을 증발시켜 약 70% 고체 함량으로 농축시키고, 결정화를 조절해가며 설탕을 추출한다. 원심분리기는 농축액으로부터 설탕 결정을 제거하고, 결정화 단계에서 시이클을 반복한다. 경제적인 제약으로 인해 더 이상 설탕을 얻을 수 없는 경우에 제조업체는 당밀로 알려진 잔여 액체를 폐기하거나 동물 사료 생산자에게 잔여 액체를 판매한다.
결과로 나오는 백설탕을 작은 입자로 만들면 판매 등급이 달라진다.

##### 사탕수수 대 사탕무
완전히 정제된 설탕이 사탕수수로부터 만든 것인지 사탕무로부터 만든 것인지를 구분하는 것은 어렵다. 구분하는 한 가지 방법은 탄소 동위원소 분석을 이용하는 것이다. 사탕수수는 C4 탄소고정을 사용하고, 사탕무는 C3 탄소고정을 사용하기 때문에 수크로스의 13C와 12C의 동위원소 비율이 달라진다. 탄소 동위원소 분석은 유럽 연합의 보조금에 대한 사기적인 남용을 알아내거나, 불량 과일 주스를 탐지하는데 사용된다.
사탕수수는 더운 기후를 잘 견디지만, 사탕수수의 생산에는 사탕무의 생산에 비해 약 4배의 물을 필요로 한다. 이러한 이유로 전통적으로 사탕수수를 생산하던 일부 국가들(이집트 등)에서는 2008년 이후로 신규 사탕무 설탕 생산공장을 건설하기 시작했다. 일부 설탕 공장들은 사탕수수와 사탕무를 둘 다 가공 처리한다.
설탕의 생산은 사용된 원료와 생산지에 따라 대체로 다른 잔류물을 남긴다. 사탕수수로부터 얻은 당밀은 종종 음식 준비에 사용되지만, 사탕무로부터 얻은 당밀은 맛이 없다는 것을 알게 되었고, 이들의 대부분은 산업적 발효의 공급 원료(예: 주류 증류소에서) 또는 동물사료로 이용된다. 일단 건조되면, 어떤 종류의 당밀도 연소를 위한 연료로 사용될 수 있다.
순수한 사탕무 설탕은 라벨이 붙은 상품을 시장에서 찾기 힘들다. 일부 브랜드는 "순수한 사탕수수 설탕"으로 제품에 명확하게 표시되지만, 사탕무 설탕은 거의 항상 설탕 또는 순수 설탕으로 단순하게 표시된다. 5대 사탕무 설탕 생산업체와의 인터뷰에서 많은 매장 브랜드나 사설 라벨 설탕 제품들이 순수 사탕무 설탕임이 밝혀졌다. 로트 번호는 설탕을 만든 회사나 공장을 식별하는데 사용될 수 있기 때문에, 로트 번호를 알면 사탕무 설탕을 식별할 수 있다.

#### 음식에 사용

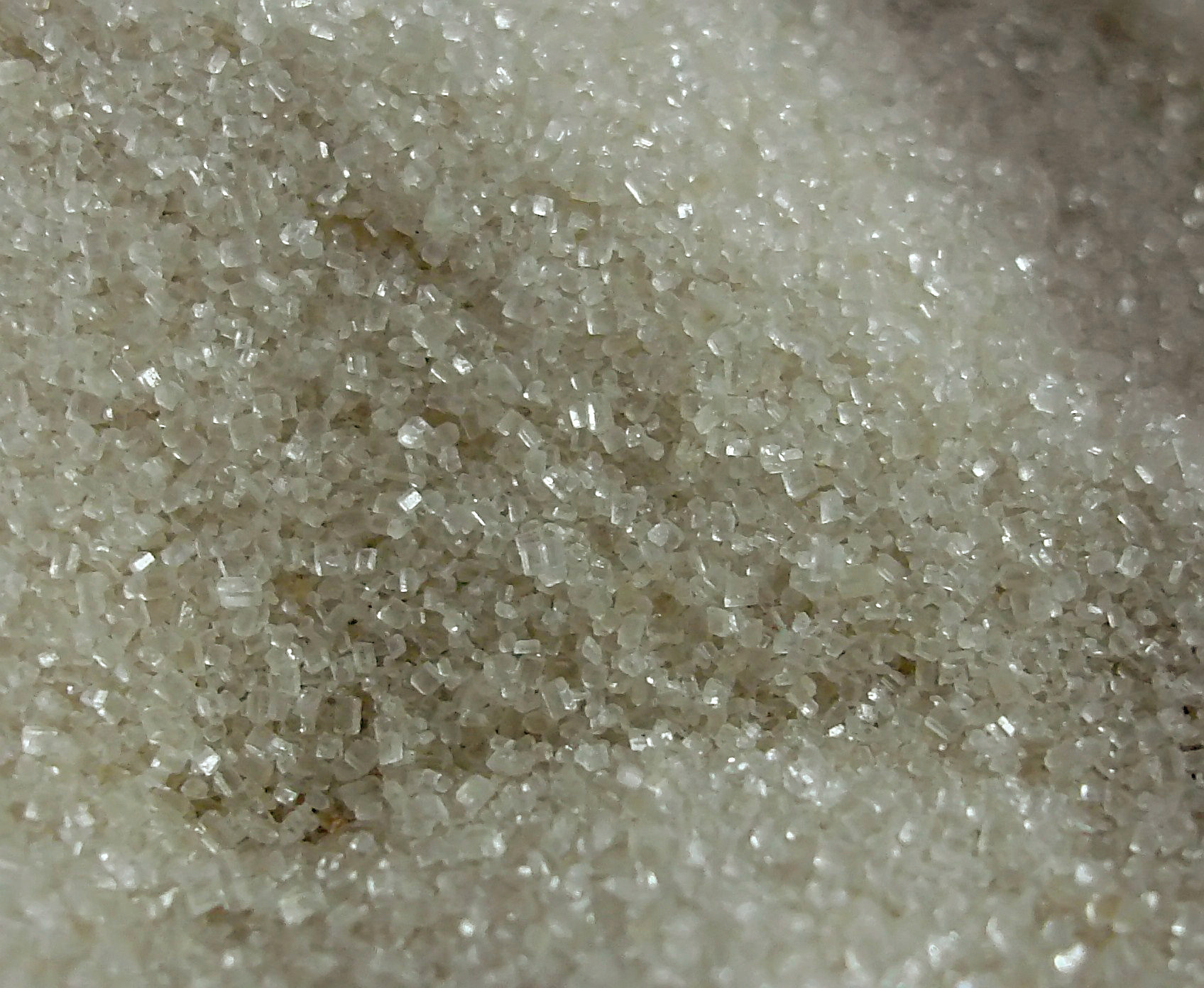
알갱이 형태의 원료당

##### 밀 화이트
플랜테이션 화이트, 크리스탈 슈거, 슈페리어 슈거로도 불리는 밀 화이트(mill white)는 원료당으로부터 생산된다. 생산과정에서 이산화 황에 노출시켜서 색채의 농도를 낮추고 결정화 과정에서 색의 발달을 방지한다. 밀 화이트는 사탕수수 재배 지역에서 흔히 제조하지만, 저장이나 선적이 쉽지 않다. 몇 주 후에 불순물들은 변색과 응집을 촉진하는 경향이 있다. 그러므로 밀 화이트는 일반적으로 지역 소비에 국한된다.

##### 블랑코 디렉토
인도 및 다른 남아시아 국가들에서 흔히 볼 수 있는 백설탕인 블랑코 디렉토(blanco directo)는 사탕무 설탕 정제에 사용된 탄산화(carbonatation) 기술과 유사한 인산과 수산화 칼슘을 사용하여 사탕수수 주스에서 많은 불순물들을 침전시킴으로써 생산된다. 블랑코 디렉토는 밀 화이트보다 순도가 높지만, 정제된 백설탕 보다는 순도가 낮다.

##### 정제된 백설탕
정제된 백설탕은 북미와 유럽에서 가장 일반적인 설탕의 형태이다. 정제당은 블랑코 디렉토에서 사용된 방법과 유사한 인산을 사용하여 원료당을 용해 및 정제하거나 수산화 칼슘 및 이산화 탄소를 포함하는 탄산화 공정 또는 다양한 여과 방법들에 의해 제조된다. 이어서 활성탄 또는 골탄을 통한 여과에 의해 정제된다. 사탕무 설탕 제당소는 중간 원료 단계없이 직접적으로 정제된 백설탕을 생산한다.
정제된 백설탕은 덩어리가 되는 것을 방지하기 위해 건조되며, 가정용 및 산업적 용도를 위해 다양한 결정 크기로 제공되는 낟알 모양의 입자화된 설탕으로 보통 판매된다.

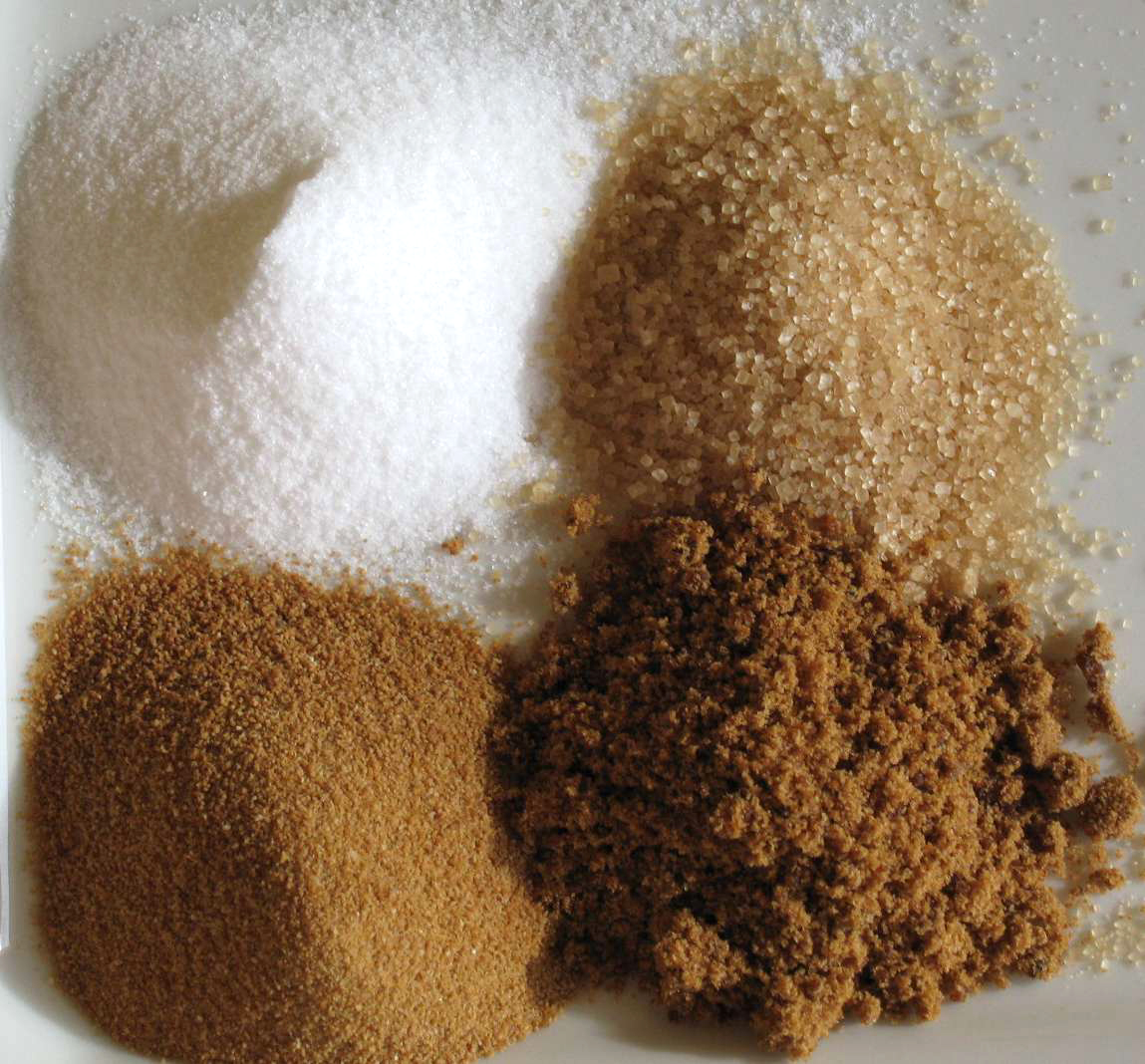
설탕의 종류. 왼쪽 위부터 시계방향으로 정제당, 비정제당, 처리되지 않은 사탕수수, 갈색설탕.

- 샌딩 슈거(또는 "펄 슈거", "데코레이팅 슈거")와 같은 굵은 알갱이(coarse-grain) 설탕은 구운 음식과 사탕 위에 반짝임과 풍미를 더하기 위해 사용되는 설탕이다. 굵은 결정은 열을 받을 때에도 녹지 않는다.
- 그래뉴당(granulated sugar)은 입자의 크기가 약 0.5 mm이며, 가장 친숙한 설탕이다.[37] "슈거 큐브(sugar cubes)"는 편리를 위해 그래뉴당과 설탕 시럽을 섞어서 만든 덩어리이다.
- 캐스터 슈거(caster sugar)[38]는 영국과 영국 연방 국가들에서 사용하는 작은 입자(0.35 mm)[37]의 설탕이다.[38] 베이킹과 혼합 음료에 일반적으로 사용되는 캐스터 슈거는 미국에서 최고급 설탕으로 판매된다. 캐스터 슈거의 순도 때문에, 캐스터 슈거는 일반적인 백설탕보다 빨리 녹고, 특히 머랭 및 차가운 음료에서 유용하다. 캐스터 슈거는 집에서 백설탕을 막자사발 또는 푸드 프로세서를 이용해서 몇 분간 갈아서 준비할 수 있다.
- 파우더 슈거(powdered sugar) (가루설탕 또는 분당) 또는 10X 슈거 또는 제과점 설탕 (0.060 mm, confectioner's sugar) 또는 아이싱 슈거 (0.024 mm, icing sugar)는 설탕을 갈아서 미세한 분말로 만든 설탕이다. 제조업체는 옥수수 녹말(1%~3%) 또는 인산 삼칼슘(tricalcium phosphate) 중 하나를 응집을 방지하기 위한 고화방지제로 소량을 첨가할 수 있다.

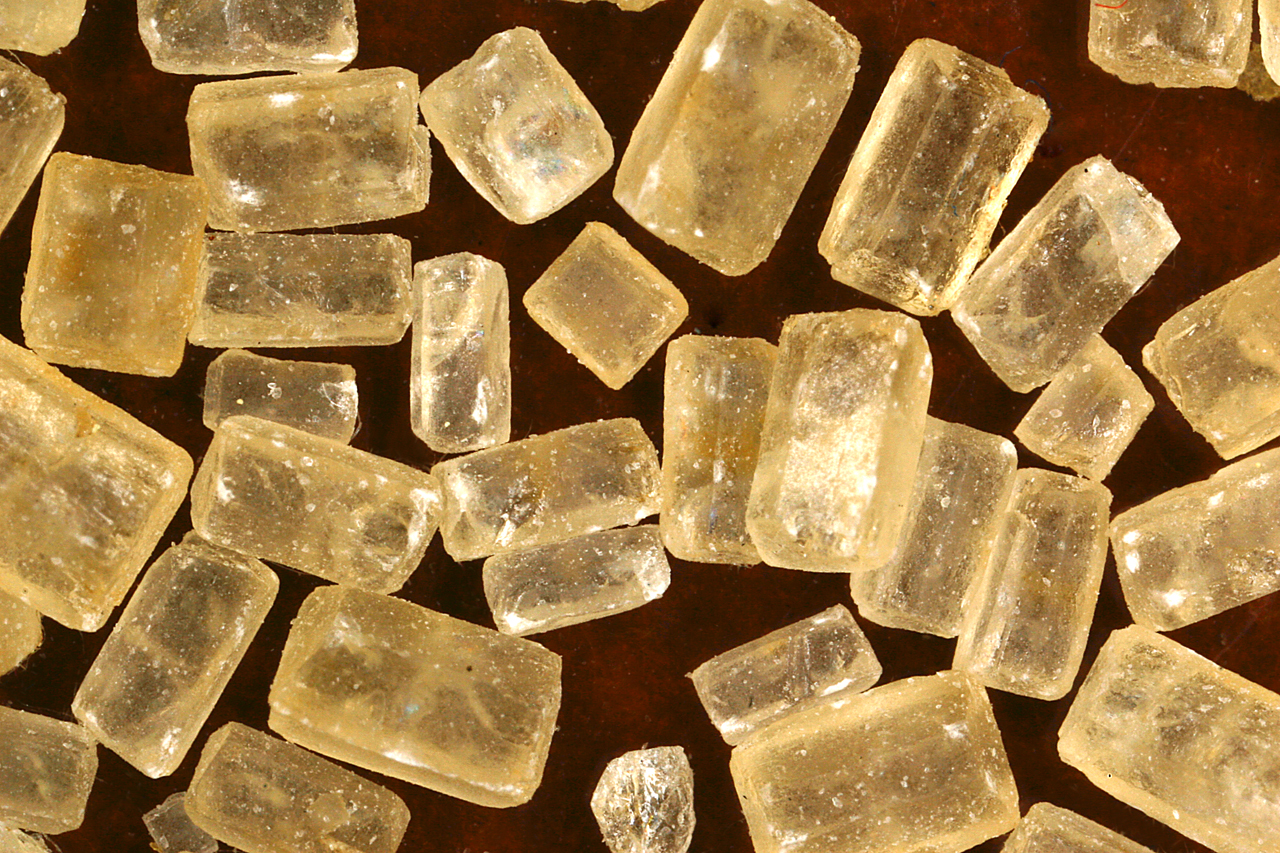
갈색설탕 결정

갈색설탕(brown sugar)은 설탕이 유의미한 당밀 함량의 미세결정을 형성하는 사탕수수 설탕 정제의 후기 단계로부터 생성되거나, 사탕수수 당밀 시럽(블랙스트랩 당밀)으로 정제된 백설탕을 코팅할 때 생성된다. 또한 갈색설탕의 맛과 색은 당밀 함량이 증가함에 따라 강해지고, 습기를 유지하는 특성도 높아진다. 또한 갈색설탕은 적절하게 취급되지 못하고 공기 주에 노출되면 굳어지는 경향이 있다.

### 측정

#### 용존 당 함량
과학자들과 제당업계는 물에 대한 용존 물질의 질량 비율을 측정하는 단위로 아돌프 브릭스(Adolf Brix)가 제안한 브릭스 단위(°Bx)를 사용한다. 25 °Bx 인 수크로스 용액에는 용액 100 g 당 25 g의 수크로스가 있다. 다른 방식으로 말하면, 용액 100 g 에 25 g의 수크로스와 75 g의 물이 존재한다.
브릭스 단위는 적외선 센서를 사용하여 측정된다. 이러한 측정은 모든 용존 고형물 대신에 용존 당의 농도를 구체적으로 측정하기 때문에 밀도 또는 굴절률 측정으로부터 얻은 브릭스 값과 일치하지 않는다. 굴절계를 사용할 때는 20 °Bx RDS와 같이 단위에 RDS(refractometric dried substance)를 붙여서 표기한다. 이는 전체 건조 고체 중량의 퍼센트를 의미하며, 적외선 센서로 측정된 브릭스 값과 기술적으로 동일하지는 않지만 실제 수크로스가 건조된 고체의 대부분을 차지하기 때문에 수크로스의 함유량을 정확하게 측정할 수 있다. 인라인 적외선 브릭스 측정센서의 출현으로 직접적인 측정을 통해 제품의 용존 당 함량을 경제적으로 측정할 수 있다.

## 소비
정제당은 18세기 이전까지 사치품이었다. 정제당은 18세기에 널리 보급되었고, 19세기에 음식을 만드는데 필수적인 재료가 되었다. 입맛의 변화와 필수적인 식품 재료로서 설탕에 대한 요구는 주요한 경제적, 사회적 변화를 불러 일으켰다. 결국 설탕은 요리와 음료에 영향을 줄만큼 저렴하고 일반화되었다.
수크로스는 과자 및 디저트의 주요 구성 성분이다. 수크로스는 요리에 감미료로 사용된다. 수크로스의 구성 성분인 프럭토스는 글루코스의 거의 2배의 단맛을 내고, 수크로스는 다른 탄수화물들과 비교할 때 특유의 단맛이 난다. 또한 수크로스를 충분한 농도로 사용하면 당장식품으로 사용할 수 있다. 수크로스는 비스킷, 쿠키, 케이크, 파이, 사탕, 아이스크림, 샤베트 등 많은 식품의 제조에 중요하다. 수크로스는 많은 가공식품들과 소위 정크 푸드에서 흔한 성분이다.

### 영양정보
완전한 정제당은 99.9%의 수크로스로, 3.9 kcal/g의 열량을 갖는다. 완전한 정제당에는 중요 미량 영양소가 없다.

### 수크로스의 대사

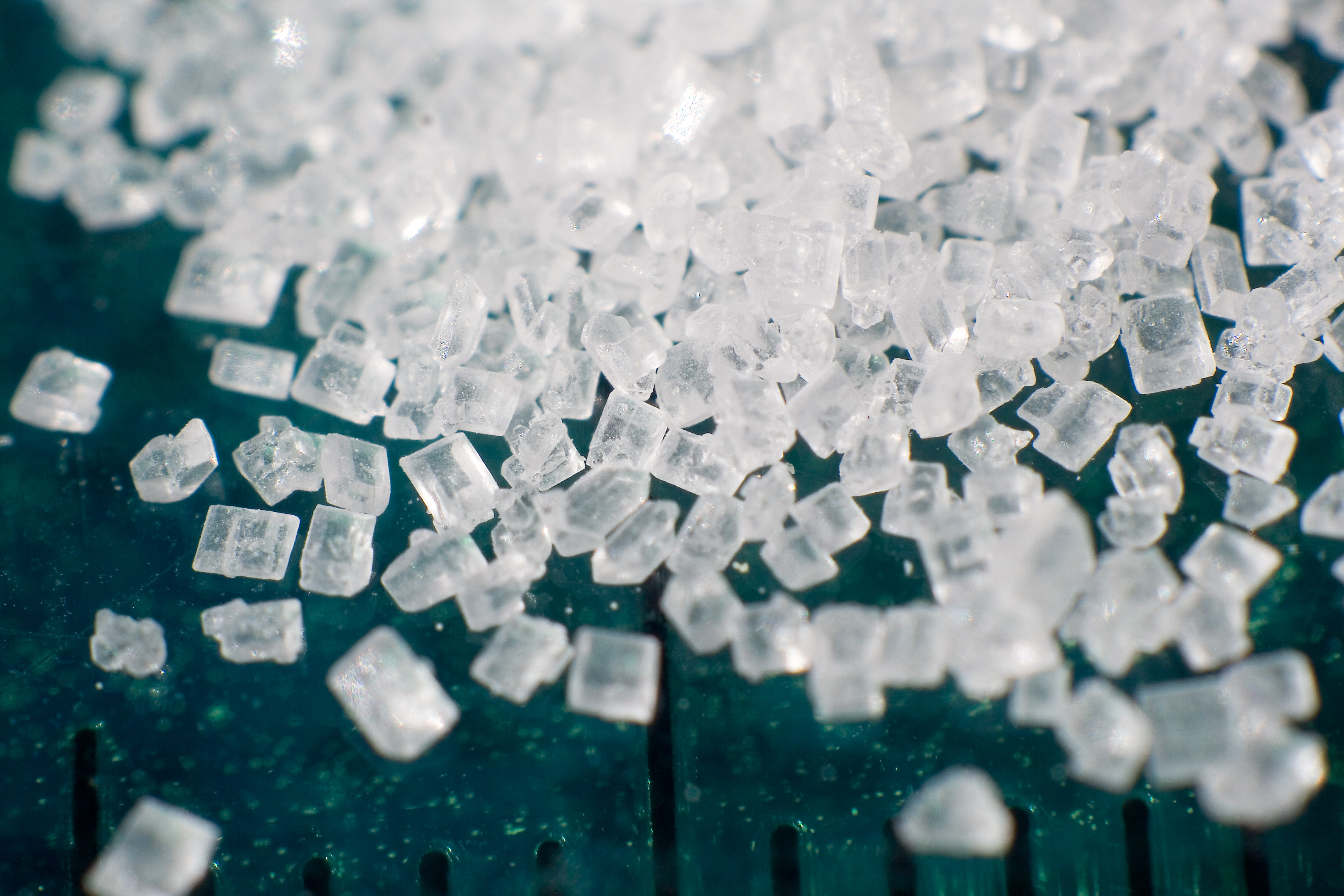
과립화된 수크로스

사람과 다른 포유류에서 수크로스는 수크레이스에 의해 구성 단당류인 글루코스와 프럭토스로 분해되며, 이 효소는 십이지장을 감싸는 미세융모막에 위치하고 있다. 생성된 글루코스와 프럭토스는 혈류로 빠르게 흡수된다. 세균과 일부 동물에서는 수크로스가 인버테이스에 의해 소화된다.
수크로스는 섭취시 혈당량을 빠르게 증가시키고, 빠르게 에너지를 공급해 줄 수 있는 영양소이다. 수크로스는 순수 탄수화물로 3.94 kcal/g의 에너지를 가지고 있다.
수크로스를 다량 함유한 가공식품을 많이 섭취하면, 꼭 필요한 영양소를 섭취하지 못할 수가 있어서 만성 질환의 위험성이 높아질 수 있다. 수크로스가 혈당량을 증가시키는 속도가 빠르면 저혈당증이나 당뇨병과 같은 글루코스 대사 장애로 고통 받는 사람들에게 문제를 일으킬 수 있다.
수크로스는 대사 증후군에 영향을 미칠 수 있다. 3분의 1이 수크로스인 먹이를 섭취한 쥐를 대상으로 실시한 실험에서 수크로스는 먼저 트라이글리세라이드의 혈중 농도를 상승시켜 내장 지방의 생성을 유도하고, 궁극적으로 인슐린 저항성을 유발했다. 또 다른 연구에서도 수크로스가 풍부한 먹이를 섭취한 쥐가 고중성지방혈증, 고혈당증, 인슐린 저항성을 보였다. 2004년의 연구에서는 비만과 인슐린 저항성이 있는 사람들의 수가 증가함에 따라 수크로스 함유 음료의 섭취가 제한되어야 한다고 권고되었다.

### 사람의 건강
인류는 오랜 세월동안 설탕을 찾아다녔지만 꿀과 과일을 제외하고는 찾을 수 없었고, 산업혁명 이후에 설탕을 대량으로 생산할 수 있게 되었다. 연구에 따르면 가공식품에 특히 많이 함유된 수크로스를 비롯한 당류의 섭취와 비만, 충치와 같은 건강상의 문제들과의 잠재적인 연관성이 밝혀졌다. 또한 수크로스는 체내에서 글루코스와 프럭토스로 분해되기 때문에 내인성 당화(glycation) 과정을 일으키는 것으로 간주된다.

#### 충치
당, 특히 수크로스의 소비와 관련된 건강상의 위험으로 충치(치아 우식)가 있다. 충치균(Streptococcus mutans)과 같은 구강세균은 치태에서 살고, 어떤 당들(수크로스 뿐만 아니라 글루코스, 락토스, 프럭토스 및 조리된 녹말)을 젖산으로 대사한다. 생성된 젖산은 치아 표면의 pH를 낮춰서, 치아의 에나멜질이나 상아질을 침식시키는데, 이것이 충치로 알려진 과정이다.
모든 6탄당과 6탄당을 기본 단위체로 하는 이당류들은 치태 세균에 의해 치아를 침식시키는 산으로 전환될 수 있고, 특히 수크로스의 경우는 Streptococcus sanguinis 와 Streptococcus mutans 와 같은 세균을 증식시킬 수 있다. 수크로스는 세포의 효소들에 의해 첨착성 글루칸(덱스트란과 유사한 다당류)으로 전환될 수 있는 유일한 식이당류이다. 이러한 글루칸은 세균이 치아 표면에 달라붙어 두꺼운 치태를 형성하게 한다. 치태 내부의 혐기성 상태는 산의 형성을 촉진하여 부식성 병변을 유발한다. 따라서 수크로스는 Streptococcus mutans, Streptococcus sanguinis 및 다른 종류의 세균들을 치아에 강력하게 부착시키고 자연적인 제거(예: 침의 흐름)에 견뎌낼 수 있게 하지만 양치질로 쉽게 제거할 수 있다. 치태 세균에 의해 생성된 글루칸 및 레반(프럭토스로 구성된 다당류)은 세균의 예비적인 영양 공급원의 역할을 한다. 충치 형성에서 수크로스의 이러한 특별한 역할은 가장 많이 사용되는 감미료로써 수크로스의 보편적인 사용을 고려할 때 상당히 중요하다. 고과당 옥수수 시럽(HFCS)에 의한 수크로스의 광범위한 대체는 수크로스로부터의 위험을 감소시키지 않았다. 식사에 소량의 수크로스가 존재하더라도, 두터운 혐기성 치태를 형성하기에 충분하며, 치태 세균은 고과당 옥수수 시럽의 프럭토스 및 글루코스와 같은 식사에 포함된 다른 당들을 대사할 수 있다.

#### 혈당지수
수크로스는 글루코스와 프럭토스로 구성된 이당류이며, 혈당지수가 65이다. 수크로스는 빠르게 소화되나, 비교적 혈당에 미치는 영향이 작은 프럭토스의 함량으로 인해 상대적으로 낮은 혈당지수를 나타낸다.
수크로스는 수크레이스에 의해 구성 단당류인 글루코스와 프럭토스로 분해된다. 글루코스는 90%가 혈액으로 운반되고, 여분의 글루코스는 간에서 저장 다당류인 글리코젠으로 전환된다.
혈당지수는 글루코스가 혈액으로 방출되는 속도를 측정하기 때문에 글루코스를 함유하고 있는 수크로스는 고혈당을 유발하는 것으로 간주된다. 다른 당들과 마찬가지로 수크로스의 과다 섭취는 혈당량을 90 mg/dL ~ 150 mg/dL 이상 (5 mmol/L ~ 8.3 mmol/L 이상)까지 증가시킬 수 있다.

#### 당뇨병
당뇨병은 인체가 당을 제대로 대사하지 못하는 질병으로 다음 중 하나가 원인이 되어 발병한다.
1. 인체가 당을 대사하는 호르몬인 인슐린을 생성하는 세포를 공격하는 경우 (제1형 당뇨병)
2. 인체의 세포들이 인슐린에 대해 제대로 반응하지 못하는 경우 (제2형 당뇨병)

혈액에 글루코스(포도당)가 축적되면 두 가지 문제가 발생할 수 있다.
1. 단기적으로 세포는 글루코스에 접근할 수 없기 때문에 에너지가 부족해진다.
2. 장기적으로 글루코스가 축적되면 혈액의 산성도가 높아져서 눈, 콩팥, 신경, 심장 등을 비롯한 신체 기관의 많은 부분을 손상시킨다.

의료 당국은 당뇨병 환자들에게 이러한 부작용들을 예방하기 위해 당이 풍부한 식품들을 피하도록 권고한다.

#### 비만
미국 국민건강 영양조사(National Health and Nutrition Examination Survey)와 후속 연구들에 따르면 미국 국민은 비만 인구가 증가하는 동안 지방의 섭취 비중을 감소시킨 반면, 탄수화물의 섭취 비중을 증가시켜 왔다. 이는 아래에 인용된 UN 보고서와 마찬가지로 비만이 지방의 섭취보다 설탕의 섭취와 더 관련이 있을 수 있으며, 설탕의 섭취를 늘리는 동시에 지방의 섭취를 줄이면 비만의 정도가 증가할 수 있음을 의미한다. 다음 표는 관련 연구를 요약한 것이다(미국 보건복지부, 미국 질병통제예방센터, 미국 국립보건통계센터에서 실시한 20~74세의 미국 성인을 대상으로 한 다양한 음식물로부터 얻은 에너지 섭취 비율에 근거함).
| 년도 | 성별 | 탄수화물 | 지방  | 단백질 | 비만  |
| ---- | ---- | -------- | ----- | ------ | ----- |
| 1971 | 남성 | 42.4%    | 36.9% | 16.5%  | 12.1% |
| 1971 | 여성 | 45.4%    | 36.1% | 16.9%  | 16.6% |
| 2000 | 남성 | 49.0%    | 32.8% | 15.5%  | 27.7% |
| 2000 | 여성 | 51.6%    | 32.8% | 15.1%  | 34.0% |

식품에서 첨가되는 당이 항상 분명한 것은 아니다. 당은 디저트, 사탕, 청량음료뿐만 아니라 빵, 크래커, 감자칩, 땅콩버터, 수프, 샐러드 드레싱, 캐첩, 마요네즈 및 기타 일반적인 소스와 같은 다양한 품목에 첨가된다. 첨가되는 당들은 사탕수수 주스, 무가당 사탕수수 주스, 옥수수 시럽, 옥수수 시럽 고형분, 맥아 시럽, 조청, 글루코스, 말토스, 말토덱스트린, 당밀, 트리클, 자일로스와 같이 기술적으로는 정확하지만, 오해의 소지가 있는 용어들을 포함한다.
미국 국립과학아카데미(U.S. National Academy of Sciences)가 2002년에 실시한 연구에 따르면, 다른 연구 자료와의 불일치로 인해 "첨가된 당의 섭취량 증가와 체질량 지수(BMI) 간의 명확하고 일관된 연관성이 없다"였기 때문에 당에 대한 허용가능한 섭취 상한선을 결정할 수 없었다. 그러나 이것은 첨가된 당 섭취량의 과소 보고로 인한 것일 수도 있다고 설명한다(체질량 지수 또는 BMI는 체지방을 측정하는데 사용되는 체중과 신장의 척도이다).

#### 통풍
통풍의 발생은 과량의 요산 생성과 관련이 있다. 수크로스가 풍부한 식사는 인슐린의 수치를 높이고, 인체에서 요산의 배설을 막기 때문에 통풍을 일으킬 수 있다. 인체의 요산 농도가 증가로 인해 관절액의 요산 농도도 증가하여 임계 농도 이상으로 요산이 결정으로 침전되기 시작한다. 연구자들은 통풍의 경우 프럭토스가 많이 함유된 음료가 원인임을 보여주었다.

### UN 식이 권장사항
2015년 세계보건기구(WHO)는 여러 분야의 전문가 그룹이 제공한 과학적 증거들을 광범위하게 검토한 결과 성인과 어린이를 대상으로 당류 섭취량에 대한 새로운 가이드라인을 발표했다. 가이드라인은 성인과 어린이 무두 당류(제조업체, 요리사 또는 소비자가 식품 및 음료에 첨가한 단당류 및 이당류, 꿀, 시럽, 과일 주스 및 과일 주스 농축액에 자연적으로 존재하는 당류)의 섭취를 총 에너지 섭취량의 10% 미만으로 줄이도록 권장한다. 당류의 섭취를 총 에너지 섭취량의 5% 이하로 감소시키면, 특히 충치와 관련된 추가적인 건강상의 이점이 있다.

### 종교적인 관심사
설탕 정제 업계는 종종 탈색을 위해 골탄(동물의 뼈로 얻은 탄화물질)을 사용한다. 미국에서 생산되는 설탕의 약 25%는 필터로 골탄을 사용해 처리되며, 나머지는 활성탄으로 처리된다. 완성된 설탕에는 골탄이 남아있는 것처럼 보이지 않기 때문에 유대교 종교 지도자들은 골탄을 통해 여과된 설탕을 육류도 아니고 유제품도 아니므로(파르브, pareve) 육류와 유제품 양쪽 모두에 사용될 수 있다고 생각한다. 그러나, 골탄은 정결한 설탕을 위해 정경한 동물(예: 암소, 양)의 뼈이어야 한다.

## 무역 및 경제
역사적으로 세계에서 가장 널리 거래되는 상품 중 하나인 설탕은 전세계 건화물 시장의 약 2%를 차지한다. 국제 설탕 가격은 지난 50년 동안 파운드당 약 3센트에서 60센트가 넘는 큰 변동성을 보여왔다. 전세계 180개국 중 약 100개국이 사탕수수 또는 사탕무로부터 설탕을 생산하고, 원료당을 정제해서 백설탕을 생산하며, 모든 국가에서 설탕을 소비한다. 연간 1인당 설탕 소비량은 에티오피아에서는 약 3 kg, 벨기에에서는 약 40 kg으로 국가별로 편차가 있다. 중간 소득 국가에서 연간 1인당 설탕 소비량이 약 35 kg에 이를 때까지 1인당 소득 증가로 인한 설탕 소비량이 증가한다.
많은 국가들이 설탕 생산을 크게 보조한다. 유럽 연합, 미국, 일본, 많은 개발도상국들은 국내 설탕 생산에 보조금을 지급하고, 수입된 설탕에 대해 높은 관세를 유지한다. 이들 국가들의 설탕 가격은 종종 국제 시장 가격에 비해 3배 이상 높다. 오늘날 세계 시장의 설탕 선물 가격이 강세를 보이고 있는 가운데, 그러한 가격은 일반적으로 세계 시장 가격에 비해 2배 이상 높다.
국제 무역 체제, 특히 세계무역기구(WTO)에서 브라질이 주도하는 "G20 개발도상국" 국가들은 본질적으로 이러한 설탕 시장이 사탕수수 설탕 수입을 배제하기 때문에 G20 개발도상국의 설탕 생산자들은 자유 무역을 할 때보다 낮은 가격을 받는다고 오랫동안 주장해 왔다. 유럽 연합(EU)과 미국은 특정 개발도상국들이 일정량의 설탕을 유럽과 미국 시장에 판매할 수 있도록 통장적인 수입 관세가 없는 무역 협정을 유지하고는 있지만, 이러한 우선 무역 대상국 이외의 국가들은 이러한 조치가 국제 무역의 "최혜국 대우" 원칙을 위반한다고 불평한다. 이로 인해 과거에는 많은 관세와 세금이 부과되었다.
2004년에 세계무역기구는 브라질과 오스트레일리아가 주도하는 사탕수수 수출국 그룹을 편성했으며, EU 슈거-레짐(EU sugar-régime)과 ACP-EU 슈거 프로토콜(ACP-EU Sugar Protocol: 아프리카, 카리브해, 태평양 국가들이 유럽의 설탕 시장에 우선적으로 접근할 수 있게 한다)을 불법으로 판결했다. 이와 함께 WTO의 다른 판결에 대한 대응과 EU 슈거-레짐에 대한 내부적인 압력 때문에 유럽 위원회는 2005년 6월 22일에 EU 슈거-레짐의 급진적인 개정을 제안했고, 가격을 39% 낮추고 모든 EU의 설탕 수출을 중단시켰다. 아프리카, 카리브해, 태평양 국가 및 후발개발도상국들의 설탕 수출업자들은 EU의 설탕 제안에 실망했다. 2005년 11월 25일 유럽 연합 이사회는 EU의 설탕 가격을 2009년부터 36% 낮추기로 합의했다. 미국의 슈거 프로그램(U.S. Sugar Program)이 다음 개정 대상이 될 것으로 보인다. 그러나 일부에서는 2006년 미국 선거에서 미국 하원의원들과 미국 상원의원들을 상대로 270만 달러를 기부한 미국의 설탕 산업계가 미국의 작물 재배자들보다 더 많은 로비를 할 것으로 예상했다. 특히 유명한 로비스트에는 소위 "설탕 남작"이라 불리는 판훌 브라더스(Fanjul Brothers)도 포함되어 있는데, 판훌은 미국 정치체제의 양대 정당인 공화당과 민주당 양쪽에 개인으로서는 최다 액수의 돈을 기부했다.
소량의 설탕, 특히 설탕의 최고 등급은 "공정무역" 상품으로 시장에 나온다. 공정무역 시스템은 보다 많은 수입이 개발도상국의 소농민들에게 도움이 될 것이라는 이해하에 이들 제품을 생산하고 판매한다. 그러나 공정무역재단(Fairtrade Foundation)은 "Fairtrade" 브랜드의 설탕을 소농민들에게 톤당 60달러의 프리미엄을 제공하는 반면 미국의 슈거 프로그램 및 ACP-EU 슈거 프로토콜과 같은 정부 계획은 세계 시장 가격보다 톤당 400달러의 프리미엄을 제공한다. 유럽 연합은 2007년 9월 14일에 "설탕을 EU로 수입할 때 모든 의무와 쿼터를 없애라"고 발표했다.
미국 설탕협회(US Sugar Association)는 인공적인 감미료보다 설탕을 홍보하기 위한 캠페인을 시작했다. 이제 협회는 설탕 소비의 부작용에 관한 일반적인 믿음에 적극적으로 도전하고 있다. 이 캠페인은 미국 폭스 TV의 2007 프라임타임 에미상 방영동안 유명한 TV 광고를 방영했다. 미국 설탕협회는 상표 태그 라인에 "Sugar: sweet by nature"을 사용한다.

## 같이 보기
- 설탕
- 흑설탕
- 얼음 사탕
- 메이플 시럽
- 벌꿀
- 캐러멜

## 참고 문헌
- Yudkin, J.; Edelman, J.; Hough, L. (1973). 《Sugar: Chemical, Biological and Nutritional Aspects of Sucrose》. Butterworth. ISBN 0-408-70172-2.